# 忌日
忌日，也称忌辰，是指先辈去世的日子。在传统习俗里，每年的这一天，逝者家人禁忌参与各种宴会、饮酒等娱乐活动，并有给去世者上坟、烧纸等的习俗。

## 历史
根据《尚书·舜典》的描述，舜帝去世之后，全国上下不歌不乐，以示哀悼。
明代，明太祖忌日前两天，君王百官都穿着浅色素服，在宫殿西角门活动，不鸣钟鼓，不行赏罚，不举音乐，禁止屠宰。
清代，在帝王和王后的忌辰，内外均穿素服，不举行宴会，不演奏音乐，不办理刑事方面的事务。

## 延伸阅读
[在维基数据编辑]
 《欽定古今圖書集成·經濟彙編·禮儀典·忌日部》，出自陈梦雷《古今圖書集成》